# 越谷市立北陽中学校
越谷市立北陽中学校（こしがやしりつ ほくようちゅうがっこう）は、埼玉県越谷市に所在する公立中学校である。

## 概要
1974年4月1日設立。学校の周りが田に恵まれているので農業体験をすることができる中学校である。

## 教育目標
「学び高め合い未来を抱く」

## 歴史
- 1974年 - 越谷市立北中学校の分離に伴い北陽中学校が設立される。
- 1975年 - 校歌（作詞 宮沢章二、作曲 尾花勇）が制定される。屋内運動場が完成。
- 1978年 - 北陽中学校創立5周年を記念として校章が設置される。

## 部活動
- 野球部
- サッカー部
- バスケットボール部
- バレーボール部
- 卓球部
- ソフトテニス部
- バドミントン部
- 陸上競技部
- 水泳部
- 理科研究部
- 吹奏楽部
- 美術部
- 伝統文化部

## 著名な卒業生
- 村田雄浩
- 森川ジョージ
- 高橋李依